# Dominium (Star Trek)
Dominium – potężny sojusz grup planetarnych Kwadrantu Gamma w fikcyjnym wszechświecie Star Trek. Dominum zostało założone przez Założycieli, będącymi rasą zmiennokształtną. Zmiennokształtni rządzą wykorzystując swoich klonowanych pomocników Vorta oraz sztucznie wyhodowanych żołnierzy Jem'Hadar. W 2373 w chronologii serialu Star Trek: Stacja kosmiczna do Dominium przyłączyła się także Unia Kardasjańska.

## Historia
Dominium zostało założone dwa milenia temu przez zmiennokształtnych Założycieli, którzy kontrolowali setki planet. Mimo że Założycieli osobiście niemalże nie widywano, potęga Dominium była brutalnie wprowadzana przez Jem'Hadar, zapewniając przestrzeganie narzuconych przez nich praw. Dla przykładu, kiedy planeta w systemie planetarnym Teplan oparła się kontroli Dominium w 2172 r., Jem'Hadar ukarali populację planety przez uwolnienie zarazy, która spowodowała straszne cierpienia na wieki.
W 2340 r. Dominium podbiło planetę Yaderę 1. i T-Regorans w 2370 r. Dominium wprowadziło agentów do Kwadrantu Alfa, którzy to od 2370 r. przekazywali Dominium taktyczne informacje nt. Federacji i innych potęg Kwadrantu Alfa. Agenci ci, częstokroć Założyciele udający członków innych gatunków, pracowali także nad destabilizacją Kwadrantu Alfa, najwidoczniej przygotowując grunt pod inwazję Dominium. Dominium sprzeciwiło się napływowi kultur Kwadrantu Alfa do Kwadrantu Gamma, czego wyrazem było w 2370 r. zniszczonie kolonii Bajoran. Agenci Dominium pojmali w 2371 r. kilkoro członków kadry dowódczej USS Defiant w celu zbadania, jak silnie formy życia w Kwadrancie Alfa opierałyby się najazdowi Dominium na tę część Galaktyki. W 2373 r. Dominium zawarło sojusz z Unią Kardasjańską, dając Założycielom znaczącą twierdzę - przyczółek w Kwadrancie Alfa, co zwróciło uwagę nie tylko Federacji. Po zawarciu sojuszu, Jem'Hadar zaczęli gromadzenie okrętów i broni na Kardasji 1. przez cały 2373 rok. Inwazja Dominium była kontynuowana także na polu dyplomatycznym: pakty o nieagresji z Gwiezdnym Imperium Romulan i Bajoranami.
Federacja, obawiając się, że inwazja jest nieuchronna, zaminowała bajorański tunel podprzestrzenny, zapobiegając dalszym ruchom okrętów Dominium z Kwadrantu Gamma. Siły Dominium już znajdujące się w Kwadrancie Alfa odpowiedziały napaścią na Deep Space 9. Jako kontratak, siły Federacji i Klingonu zniszczyły stocznie statków kosmicznych Dominium na Torros III. Mimo zablokowania tunelu podprzestrzennego, siły Dominium zdołały wyrządzić spore straty siłom Federacji i Klingonu, w początkowych miesiącach 2374 r. Największe straty poniosła Gwiezdna Flota w systemie Tyra, gdzie okręty Jem'Hadar zniszczyły 98 okrętów Federacji. Potęga Kwadrantu Alfa została silnie załamana do czasu, gdy Gwiezdne Imperium Romulan zerwało pakt o nieagresji z Dominium. Szala zwycięstwa powoli zaczęła przechylać się na stronę Kwadrantu Alfa po zmasowanym ataku Romulan, Federacji i Klingonów na system Chin'toka, który został wyrwany spod kontroli Kardasjan. Pomimo to, wsparte przez siły od zawsze wrogo nastawionej do Federacji (i innych potęg Kwadrantu Alfa) cywilizacji Breen, Dominium przemogło potęgi Kwadrantu Alfa, mimo że śmiercionośny wirus, wyhodowany przez naukowców Federacji rozprzestrzeniał się wśród populacji Założycieli i groził im wyniszczeniem. Gdy Klingoni, Federacja i Imperium Romulan wspólnie opracowały środki zaradcze na technologię Breen (broń energetyczna), mimo swej potęgi militarnej, Dominium zaczęło tracić grunt pod nogami.
Siły Dominium wycofały się na Kardasję 1. przyjmując strategię "oblężonej twierdzy" w nadziei utrzymywania potęg Kwadrantu Alfa w szachu na tyle długo, by móc nadrobić straty w okrętach i żołnierzach. Wyczuwając bezbronność Dominium, sojusznicy z Kwadrantu Alfa przypuścili desperacki atak, który przytłoczywszy Dominium zbiegł się ze zwróceniem się kardasjańskiego wojska przeciw Założycielom. Mimo tego przywódczyni Założycieli nie zamierzała poddać się - rozkazała bić się siłom Dominium do końca. Jednakże, kiedy Odo - "dobry" zmiennokształtny, pełniący rolę szefa ochrony Stacji DS9 - połączył się z nią, co uleczyło ją ze śmiercionośnego wirusa stworzonego przez Sekcję 31 wywiadu Gwiezdnej Floty, zrozumiała ona dzięki gestowi zaufania ze strony Oda, że Założyciele mogą naprawdę żyć w pokoju z innymi potęgami Galaktyki. Dzięki temu przywódczyni rozkazała siłom Dominium poddać się. Poświęcenie Oda, który dla pokojowego współżycia swych ziomków z Galaktyką porzucił przyjaciół i ukochaną, ostatecznie położyło kres konfliktowi Dominium z Kwadrantem Alfa.